# Mirtolike
Mirtolike (lat. Myrtales), biljni red iz razreda dvosupnica kojemu pripada devet porodica, s preko 13.800 vrsta.
Red i porodica su dobilu ime po rodu mirta (Myrtus) kojemu pripada svrega 3 priznate vrste od kojih je najvažnija Myrtus communis ili obična mirta.

## Opis
Myrtales je red cvjetnica, sastavljen od 9 porodica, 380 rodova i oko 13 000 vrsta rasprostranjenih po tropima i toplijim područjima svijeta. Većina ovih vrsta pripada samo dvjema porodicama, Melastomataceae i Myrtaceae. Myrtales uključuje mnogo drveća (osobito eukaliptus), grmlje kao što je klasična mirta, nekoliko vrsta koje daju hranu i začine te mnoge ukrasne biljke. Myrtales se nalazi u bazalnoj Rosid grupi središnjih eudikota u botaničkom klasifikacijskom sustavu Angiosperm Phylogeny Group IV (APG IV).

### Raspodjela
Velika većina vrsta u Myrtalesu su grmovi i drveće tropskih i suptropskih područja. Neki od najvažnijih izvora celuloze i drva u ovim područjima, poput eukaliptusa, pripadaju redu. Myrtales ima malo predstavnika u umjerenim krajevima, a gotovo nimalo u hladnim zonama; međutim, neke se vrste pojavljuju u Tasmaniji, a druge dosežu granicu šume u južnoj Australiji.

### Karakteristične morfološke značajke
Drvo svih vrsta Myrtales karakterizira prisutnost tkiva floema sa svake strane ksilemskih žila (uključujući intraksilarni floem), za razliku od prisustva samo jednog sloja floema kod većine angiospermi. U Myrtalesu jamice “posuda” imaju sitasti izgled zbog sićušnih izdanaka na njihovim rubovima, koji se nadvijaju nad šupljinom jamice. Obrubljene jame s takvim procesima nazivaju se košuljastim jamama. Ova kombinacija anatomskih karakteristika drva inače je vrlo rijetka kod angiospermi i koristi se kao pomoć pri definiranju poretka.
Neobična značajka koja se vidi kod većine vrsta eukaliptusa i nekih drugih članova Myrtaceae je prisutnost lignotubera. Ti su organi veliki, drvenasti, zaobljeni izdanci, promjera do nekoliko centimetara, koji okružuju bazu mladog debla. Lignotuber se sastoji od mase vegetativnih pupova i povezanog krvožilnog tkiva i sadrži značajne rezerve hrane. Ako vrh sadnice na kojoj se razvio lignotober uništi požar, suša ili ispaša, rast se snažno obnavlja razvojem novih izdanaka iz lignotobera. Očito je da je ovaj organ od velike vrijednosti u okruženju gdje su česti požari i suše.
Korijenski sustavi mangrova koje rastu u plimnim muljevitim ravnima, kao što su Sonneratia (porodica Lythraceae) i Laguncularia (porodica Combretaceae), karakterizirani su prisutnošću "korijena koji diše" poznatih kao pneumatofori. Ovi dijelovi korijena rastu prema gore dok ne strše nekoliko centimetara iznad razine oseke. Imaju male otvore zvane lenticele u svojoj kori kako bi zrak mogao doprijeti do ostatka korijenskog sustava biljke. Još jedna značajka većine mangrova je zračno potporno korijenje, koje tvori zamršenu džunglu, čak i nakon što su glavno korijenje i baza stabljika propali.
U porodici Onagraceae, slična prilagodba na okoliš s nedostatkom kisika vidljiva je kod Ludwigia, roda biljaka koje se nalaze u vlažnim područjima. Kad biljke rastu u vodi, u tkivima korijena i potopljenih stabljika razvijaju se zračni prostori, a kod L. repens posebni dišni korijeni sa spužvastim tkivom rastu do površine vode. Međutim, u uobičajenim suhim uvjetima iste biljke ne pokazuju te značajke. Labavo unutarnje stanično tkivo koje sadrži zračne prostore također se pojavljuje u potopljenim dijelovima stabljika i korijena vrsta iz porodici Melastomataceae koje obitavaju u močvarama.
Većina pripadnika reda ima nasuprotne, jednostavne i cijele listove, ali postoje znatne varijacije u rasporedu listova između porodice i unutar vrsta ili čak pojedinaca. Na primjer, unutar jednog roda, Quisqualis (porodica Combretaceae), naizmjenični listovi se nalaze na stabljici, a suprotni listovi na izbojcima koji cvjetaju. Kod eukaliptusa mlade grane imaju nasuprotne listove, dok je raspored listova na starijim granama naizmjeničan.
Kovrdžasti listovi javljaju se u nekoliko rodova, a prilično često su listovi disjunktno-nasuprotni, ili "raštrkani", kao kod mnogih vrsta u Myrtaceae, Onagraceae i Combretaceae i nekih u Lythraceae. U većini porodica u redu, stipule su male, samo rijetko dosežu duljinu veću od nekoliko milimetara; nema ih kod Combretaceae, Onagraceae i Melastomataceae. Gornji listovi Trape i nekih vrsta Ludwigia imaju napuhane peteljke koje djeluju kao plovak, dok su potopljeni listovi fino razdijeljeni i nalikuju korijenju. Kod većine Melastomataceae i kod nekih Myrtaceae, postoji nekoliko glavnih sekundarnih žila koje se granaju od baze plojke i mnoge tercijarne vene koje idu u poprečnom uzorku preko plojke lista. Ovaj uzorak venacije daje lišću gotovo svih članova Melastomataceae vrlo karakterističan izgled. Lišće vrste Myrtaceae dodatno karakteriziraju velike raspršene stanice koje sadrže ulje koje su vidljive kao prozirne mrlje kada se listovi drže prema svjetlu.
Cvatovi pronađeni u Myrtalesu su vrlo različiti, ali metlica se čini posebno čestom. Kod nekih pripadnika Myrtaceae i Melastomataceae, cvjetovi i plodovi rađaju izravno na starom drvu debla; ovo je poznato kao kaliflorija. Cvjetovi većine vrsta Myrtales su dvospolni (tj. imaju i muške i ženske dijelove u istom cvijetu), ali oni nekih vrsta Myrtales, kao što su Eucalyptus calophylla, Pimenta dioica, neke vrste Sonneratia i vrlo malo članova od Melastomataceae i Crypteroniaceae, imaju cvjetove samo jednog spola; strukture suprotnog spola, iako izvorno prisutne, ne uspijevaju sazrijeti u tim slučajevima.
Kod Myrtalesa cvjetna cijev, poznata kao hipantij, okružuje jajnik bilo čvrsto ili labavo ili je srasla sa stjenkama jajnika različite duljine. Rub hipantija nosi režnjeve čaške (slobodne čašne listove), latice i jedan ili dva zavoja prašnika ili brojne prašnike. Cvjetovi kod kojih se čini da dijelovi cvjetova niču na vrhu jajnika, a ne na njegovoj osnovi (epigini) smatraju se najnaprednijima, a periginija (čini se da dijelovi cvjetova niču na istoj razini kao i jajnici) nedvojbeno je predak u Myrtalesu. Cvjetovi se obično sastoje od četiri ili pet dijelova (četvero- ili peteročlani) i vrlo često imaju dva vijuga prašnika ili prašnike grupirane u snopove (snopiće). Čašični režnjevi ponekad se odbace kao kapica kad cvijet procvjeta; klobuk može biti drvenast (Eucalyptus) ili zeljast (nekoliko rodova Melastomataceae). Cvjetovi Vochysiaceae najneobičniji su po redoslijedu, s brojem plodnih prašnika smanjenim na jedan kod nekih vrsta.
Pelud Myrtales obično je u dvostaničnom stanju kada je zreo i oslobođen prašnika; tj. Sastoji se od velike vegetativne stanice ili stanice polenove cjevčice i manje generativne stanice. Samo kod Combretaceae neke vrste imaju trostanična peludna zrnca (pri čemu se generativna stanica podijelila u dvije spermije). Pripadnici Onagraceae vrlo se razlikuju u redoslijedu po svojim karakteristikama peluda. Kod većine cvjetnica, četiri haploidne stanice koje nastaju diobom nuklearne redukcije (mejoza) u prašnicima, i iz kojih se razvijaju peludna zrnca (muški gametofiti), ostaju spojene samo vrlo kratko vrijeme prije nego što se odvoje kao četiri pojedinačne peludi žitarica. U Onagraceae, međutim, često tvore tetrade (skupine od četiri spojene na svojim uglovima), a kod većine članova porodice pelud je nadalje povezana ljepljivim nitima koje se lijepe za insekta koji dolazi; tako se stotine peludnih zrnaca istovremeno izvlače iz prašnika.
Nakon oplodnje u embrijskoj vrećici nastaje jezgri endosperm, tkivo s nutritivnom funkcijom za embrij u razvoju. Ovo tkivo se iscrpljuje tijekom razvoja sjemena, a zrelo sjeme je uglavnom bez ili s vrlo tankim slojem endosperma. Međutim, kod “vodenog kestena” ili orašca (Trapa) gotovo da ne dolazi do stvaranja endosperma. Umjesto toga, embrijska vrećica postaje produljena i napada okolna tkiva, iz kojih se embrij zatim opskrbljuje hranjivim tvarima. Iako embrij vrste Myrtales obično ima dvije supke i skladišti masna ulja i aleurone, “vodeni kesten” ima samo jednu rudimentarnu supku, a embrij skladišti škrob. Škrobni embriji također se pojavljuju u nekim vrstama Myrtaceae.
Kod eukaliptusa se samo relativno mali broj ovula prisutnih u svakom jajniku razvije u sjemenke; većina je sterilna. Sterilne ovule, koje se nazivaju ovulodes, ostaju male i tvore pljevu. Količina zrelog sjemena do pljeve po težini često je samo 5 posto. S druge strane, poliembrionija, prisutnost nekoliko embrija u svakoj sjemenki, javlja se u nekoliko porodica reda i vrlo je česta kod mirte i roda Eugenia (uključujući “brazilske” i “surinamske trešnje”). Kod E. paniculata u sjemenu je pronađen do 21 embrij, a neuobičajeno je da postoji samo jedan.
Viviparnost, značajka mangrova kao što su Sonneratia i Laguncularia, je klijanje sjemena unutar ploda dok je ono još uvijek na stablu; nakon rasta listova sjemena, korijenski kraj zametka se izdužuje i prolazi kroz otvor u sjemenu (mikropil), a zatim kroz stijenku jajnika. Može znatno narasti prije nego sadnica padne u blato, gdje se smjesta učvrsti.

## Porodice
1. Familia Onagraceae Juss. (762 spp.)
  1. Subfamilia Ludwigioideae W. L. Wagner & Hoch
    1. Ludwigia L. (88 spp.)

  2. Subfamilia Onagroideae Beilschm.
    1. Tribus Hauyeae Raim.
      1. Hauya Moc. & Sessé ex DC. (2 spp.)

    2. Tribus Circaeeae Dumort.
      1. Circaea L. (10 spp.)
      2. Fuchsia L. (108 spp.)

    3. Tribus Lopezieae Spach
      1. Lopezia Cav. (25 spp.)
      2. Megacorax S. González & W. L. Wagner (1 sp.)

    4. Tribus Gongylocarpeae Donn. Sm. & Rose
      1. Gongylocarpus Schltdl. & Cham. (2 spp.)

    5. Tribus Epilobieae Endl.
      1. Chamaenerion Seguier (10 spp.)
      2. Epilobium L. (177 spp.)

    6. Tribus undescribed
      1. Xylonagra Donn. Sm. & Rose (1 sp.)

    7. Tribus Onagreae Dumort.
      1. Chylismia Nutt. ex Torr. & A. Gray (16 spp.)
      2. Oenothera L. (223 spp.)
      3. Eulobus Nutt. ex Torr. & A. Gray (4 spp.)
      4. Taraxia Nutt. ex Torr. & A. Gray (4 spp.)
      5. Clarkia Pursh (42 spp.)
      6. Gayophytum A. Juss. (9 spp.)
      7. Chylismiella (Munz) W. L. Wagner & Hoch (1 sp.)
      8. Eremothera (P. H. Raven) W. L. Wagner & Hoch (7 spp.)
      9. Camissonia Link (14 spp.)
      10. Neoholmgrenia W. L. Wagner & Hoch (2 spp.)
      11. Camissoniopsis W. L. Wagner & Hoch (14 spp.)
      12. Tetrapteron (Munz) W. L. Wagner & Hoch (2 spp.)
2. Familia Lythraceae J. St.-Hil. (674 spp.)
  1. Subfamilia Punicoideae (Eichl.) Luerss.
    1. Pemphis J. R. Forst. & G. Forst. (1 sp.)
    2. Punica L. (2 spp.)
    3. Capuronia Lourteig (1 sp.)
    4. Galpinia N. E. Br. (1 sp.)
    5. Diplusodon Pohl (108 spp.)
    6. Physocalymma Pohl (1 sp.)
    7. Lourtella S. A. Graham, Baas & Tobe (1 sp.)
    8. Pehria Sprague (1 sp.)
    9. Adenaria Kunth (1 sp.)
    10. Koehneria S. A. Graham, Tobe & Baas (1 sp.)
    11. Woodfordia Salisb. (2 spp.)
    12. Pleurophora D. Don (7 spp.)
    13. Cuphea P. Browne (256 spp.)
    14. Lafoensia Vand. (6 spp.)

  2. Subfamilia Lythroideae Juss. ex Arn.
    1. Heimia Link & Otto (3 spp.)
    2. Rotala L. (68 spp.)
    3. Didiplis Raf. (1 sp.)
    4. Decodon J. F. Gmel. (1 sp.)
    5. Lythrum L. (34 spp.)
    6. Duabanga Buch.-Ham. (2 spp.)
    7. Lagerstroemia L. (47 spp.)
    8. Trapa L. (2 spp.)
    9. Sonneratia L. fil. (6 spp.)
    10. Lawsonia L. (1 sp.)
    11. Ginoria Jacq. (13 spp.)
    12. Tetrataxis Hook. fil. (1 sp.)
    13. Ammannia L. (106 spp.)
3. Familia Combretaceae R. Br. (575 spp.)
  1. Subfamilia Strephonematoideae Engl. & Diels
    1. Strephonema Hook. fil. (3 spp.)

  2. Subfamilia Combretoideae Beilschm.
    1. Tribus Laguncularieae Engl. & Diels
      1. Laguncularia C. F. Gaertn. (1 sp.)
      2. Lumnitzera Willd. (2 spp.)
      3. Dansiea Byrnes (2 spp.)
      4. Macropteranthes F. Muell. (5 spp.)

    2. Tribus Combreteae DC.
      1. Subtribus Terminaliinae (DC.) Exell & Stace
        1. Conocarpus L. (2 spp.)
        2. Terminalia L. (286 spp.)

      2. Subtribus Combretinae Exell & Stace
        1. Guiera Adans. ex Juss. (1 sp.)
        2. Getonia Roxb. (1 sp.)
        3. Combretum Loefl. (272 spp.)
4. Familia Crypteroniaceae A. DC. (12 spp.)
  1. Dactylocladus Oliv. (1 sp.)
  2. Crypteronia Blume (7 spp.)
  3. Axinandra Thwaites (4 spp.)
5. Familia Alzateaceae S. A. Graham (1 sp.)
  1. Alzatea Ruiz & Pav. (1 sp.)
6. Familia Penaeaceae Sweet ex Guill. (32 spp.)
  1. Tribus Olinieae Horaninow
    1. Olinia Thunb. (8 spp.)

  2. Tribus Rhynchocalyceae van Beusekom
    1. Rhynchocalyx Oliv. (1 sp.)

  3. Tribus Penaeeae DC.
    1. Endonema A. Juss. (2 spp.)
    2. Glischrocolla (Endl.) A. DC. (1 sp.)
    3. Sonderothamnus R. Dahlgren (2 spp.)
    4. Saltera Bullock (1 sp.)
    5. Brachysiphon A. Juss. (5 spp.)
    6. Stylapterus A. Juss. (8 spp.)
    7. Penaea L. (4 spp.)
7. Familia Melastomataceae Juss. (6022 spp.)
  1. Subfamilia Kibessioideae Naudin
    1. Pternandra Jack (17 spp.)

  2. Subfamilia Olisbeoideae Burnett
    1. Votomita Aubl. (10 spp.)
    2. Mouriri Aubl. (90 spp.)
    3. Lijndenia Zoll. & Moritzi (17 spp.)
    4. Spathandra Guill. & Perr. (1 sp.)
    5. Warneckea Gilg (49 spp.)
    6. Memecylon L. (376 spp.)

  3. Subfamilia Melastomatoideae Ser. ex DC.
    1. Tribus Astronieae Triana
      1. Tessmannianthus Markgr. (7 spp.)
      2. Astronidium A. Gray (67 spp.)
      3. Beccarianthus Cogn. (9 spp.)
      4. Astrocalyx Merr. (1 sp.)
      5. Astronia Blume (58 spp.)

    2. Tribus Henrietteae Penneys, Michelang., Judd & Almeda
      1. Bellucia Neck. (22 spp.)
      2. Henriettea DC. (69 spp.)

    3. Tribus Lithobieae Penneys & Almeda
      1. Lithobium Bong. (1 sp.)

    4. Tribus Blakeeae Hook.
      1. Chalybea Naudin (11 spp.)
      2. Blakea P. Browne (191 spp.)

    5. Tribus Miconieae DC.
      1. Macrocentrum Hook. fil. (26 spp.)
      2. Salpinga Mart. ex DC. (12 spp.)
      3. Meriania Sw. (134 spp.)
      4. Axinaea Ruiz & Pav. (41 spp.)
      5. Centronia D. Don (5 spp.)
      6. Graffenrieda DC. (66 spp.)
      7. Ochthephilus Wurdack (1 sp.)
      8. Adelobotrys DC. (32 spp.)
      9. Eriocnema Naudin (2 spp.)
      10. Physeterostemon R. Goldenb. & Amorim (5 spp.)
      11. Miconia Ruiz & Pav. (1973 spp.)
      12. Kirkbridea Wurdack (2 spp.)

    6. Tribus Sonerileae Triana
      1. Bertolonia Raddi (35 spp.)
      2. Opisthocentra Hook.fil. (1 sp.)
      3. Gravesia Naudin (115 spp.)
      4. Cincinnobotrys Gilg (10 spp.)
      5. Calvoa Hook.fil. (20 spp.)
      6. Dicellandra Hook.fil. (3 spp.)
      7. Amphiblemma Naudin (15 spp.)
      8. Tryssophyton Wurdack (2 spp.)
      9. Boyania Wurdack (2 spp.)
      10. Plethiandra Hook.fil. (8 spp.)
      11. Medinilla Gaudich. (377 spp.)
      12. Heteroblemma (Blume) Cámara-Leret, Ridd.-Num. & Veldkamp (15 spp.)
      13. Phainantha Gleason (5 spp.)
      14. Benna Burgt & Ver.-Lib. (1 sp.)
      15. Boerlagea Cogn. (1 sp.)
      16. Catanthera F.Muell. (19 spp.)
      17. Kendrickia Hook.fil. (1 sp.)
      18. Pachycentria Blume (8 spp.)
      19. Tashiroea Matsum. ex Ito & Matsum. (12 spp.)
      20. Sonerila Roxb. (189 spp.)
      21. Driessenia Korth. (19 spp.)
      22. Sarcopyramis Wall. (4 spp.)
      23. Aschistanthera C.Hansen (1 sp.)
      24. Preussiella Gilg (2 spp.)
      25. Scorpiothyrsus H.L.Li (3 spp.)
      26. Kerriothyrsus C.Hansen (1 sp.)
      27. Anerincleistus Korth. (33 spp.)
      28. Poikilogyne Baker fil. (27 spp.)
      29. Ochthocharis Blume (8 spp.)
      30. Dinophora Benth. (1 sp.)
      31. Poilannammia C.Hansen (4 spp.)
      32. Bredia Blume (28 spp.)
      33. Vietsenia C.Hansen (4 spp.)
      34. Feliciadamia Bullock (1 sp.)
      35. Barthea Hook.fil. (1 sp.)
      36. Tigridiopalma C.Chen (3 spp.)
      37. Oxyspora DC. (37 spp.)
      38. Cyphotheca Diels (1 sp.)
      39. Sporoxeia W.W.Sm. (8 spp.)
      40. Plagiopetalum Rehder (3 spp.)
      41. Neodriessenia M.P.Nayar (6 spp.)
      42. Stussenia C.Hansen (1 sp.)
      43. Styrophyton S.Y.Hu (1 sp.)
      44. Phyllagathis Blume (72 spp.)
      45. Nephoanthus C.W.Lin & T.C.Hsu (2 spp.)
      46. Blastus Lour. (11 spp.)
      47. Fordiophyton Stapf (16 spp.)

    7. Tribus Cyphostyleae
      1. Monolena Triana (16 spp.)
      2. Triolena Naudin (26 spp.)
      3. Maguireanthus Wurdack (1 sp.)
      4. Tateanthus Gleason (1 sp.)
      5. Quipuanthus Michelang. & C. Ulloa (1 sp.)
      6. Alloneuron Pilg. (6 spp.)
      7. Allomaieta Gleason (10 spp.)
      8. Wurdastom B. Walln. (10 spp.)

    8. Tribus Dissochaeteae Triana
      1. Merianthera Kuhlm. (7 spp.)
      2. Cambessedesia DC. (26 spp.)
      3. Huberia DC. (37 spp.)
      4. Neblinanthera Wurdack (1 sp.)
      5. Pseudodissochaeta M. P. Nayar (6 spp.)
      6. Creochiton Blume (13 spp.)
      7. Dalenia Korth. (9 spp.)
      8. Diplectria (Blume) Rchb. (7 spp.)
      9. Macrolenes Naudin (32 spp.)
      10. Dissochaeta Blume (40 spp.)

    9. Tribus Rhexieae DC.
      1. Rhexia Gronov. (11 spp.)
      2. Pachyloma DC. (4 spp.)
      3. Arthrostemma Ruiz & Pav. (4 spp.)

    10. Tribus Microlicieae Naudin
      1. Rupestrea R.Goldenb., Almeda & Michelan. (2 spp.)
      2. Rhynchanthera DC. (19 spp.)
      3. Stanmarkia Almeda (2 spp.)
      4. Poteranthera Bong. (5 spp.)
      5. Microlicia D.Don (272 spp.)

    11. Tribus Marcetieae M.J.Rocha, P.J.F.Guim. & Michelang.
      1. Acanthella Hook.fil. (2 spp.)
      2. Comoliopsis Wurdack (3 spp.)
      3. Pseudoernestia (Cogn.) Krasser (2 spp.)
      4. Dicrananthera C. Presl (1 sp.)
      5. Comolia DC. (13 spp.)
      6. Siphanthera Pohl (20 spp.)
      7. Sandemania Gleason (1 sp.)
      8. Leiostegia Benth. (1 sp.)
      9. Acisanthera P. Browne (11 spp.)
      10. Macairea DC. (23 spp.)
      11. Noterophila Mart. (8 spp.)
      12. Rostranthera M.J.Rocha & P.J.F.Guim. (1 sp.)
      13. Aciotis D. Don (14 spp.)
      14. Marcetia DC. (31 spp.)
      15. Fritzschia Cham. (12 spp.)
      16. Brasilianthus Almeda & Michelang. (1 sp.)
      17. Ernestia DC. (13 spp.)
      18. Nepsera Naudin (1 sp.)
      19. Appendicularia DC. (4 spp.)

    12. Tribus Melastomateae Bartl.
      1. Pterogastra Naudin (2 spp.)
      2. Loricalepis Brade (2 spp.)
      3. Pterolepis (DC.) Miq. (16 spp.)
      4. Guyonia Naudin (14 spp.)
      5. Mallophyton Wurdack (1 sp.)
      6. Microlepis (DC.) Miq. (3 spp.)
      7. Anaheterotis Ver.-Lib. & G. Kadereit (1 sp.)
      8. Argyrella Naudin (7 spp.)
      9. Cailliella Jacq.-Fél. (1 sp.)
      10. Tristemma Juss. (15 spp.)
      11. Melastomastrum Naudin (7 spp.)
      12. Dichaetanthera Endl. (37 spp.)
      13. Dissotidendron (A. Fern. & R. Fern.) Ver.-Lib. & G. Kadereit (11 spp.)
      14. Heterotis Benth. (6 spp.)
      15. Dupineta Raf. (5 spp.)
      16. Nothodissotis Ver.-Lib. & G. Kadereit (2 spp.)
      17. Pseudosbeckia A. Fern. &. R. Fern. (1 sp.)
      18. Rosettea Ver.-Lib. & G. Kadereit (21 spp.)
      19. Derosiphia Raf. (1 sp.)
      20. Dissotis Benth. (6 spp.)
      21. Nerophila Naudin (8 spp.)
      22. Antherotoma (Naudin) Hook. fil. (12 spp.)
      23. Almedanthus Ver.-Lib. & R. D. Stone (1 sp.)
      24. Eleotis Ver.-Lib. & R. D. Stone (4 spp.)
      25. Pyrotis Ver.-Lib. & R. D. Stone (1 sp.)
      26. Feliciotis Ver.-Lib. & G. Kadereit (12 spp.)
      27. Dissotis 's. lat.' (2 spp.)
      28. Dionychastrum A. Fern. & R. Fern. (1 sp.)
      29. Melastoma L. (103 spp.)
      30. Osbeckia L. (39 spp.)
      31. Rousseauxia DC. (13 spp.)
      32. Amphorocalyx Baker (5 spp.)
      33. Dionycha Naudin (3 spp.)
      34. Desmoscelis Naudin (2 spp.)
      35. Andesanthus P. J. F. Guim. & Michelang. (9 spp.)
      36. Pleroma D. Don (180 spp.)
      37. Chaetogastra DC. (120 spp.)
      38. Heterocentron Hook. & Arn. (14 spp.)
      39. Tibouchina Aubl. (35 spp.)
      40. Brachyotum (DC.) Triana (55 spp.)
      41. Centradenia G. Don (4 spp.)
      42. Centradeniastrum Cogn. (2 spp.)
      43. Schwackaea Cogn. (1 sp.)
      44. Pilocosta Almeda & Whiffin (5 spp.)
      45. Chaetolepis (DC.) Miq. (10 spp.)
      46. Monochaetum (DC.) Naudin (55 spp.)
      47. Bucquetia DC. (3 spp.)
      48. Castratella Naudin (2 spp.)
8. Familia Vochysiaceae A. St.-Hil. (248 spp.)
  1. Tribus neopisan
    1. Erismadelphus Mildbr. (2 spp.)
    2. Korupodendron Litt & Cheek (1 sp.)

  2. Tribus Vochysieae Dumort.
    1. Erisma Rudge (19 spp.)
    2. Salvertia A. St.-Hil. (1 sp.)
    3. Vochysia Aubl. (146 spp.)
    4. Mahechadendron W. Ariza, Cortés-Ballén & Fern. Alonso (1 sp.)
    5. Callisthene Mart. (11 spp.)
    6. Qualea Aubl. (52 spp.)
    7. Ruizterania Marc.-Berti (15 spp.)
9. Familia Myrtaceae Juss. (6558 spp.)
  1. Subfamilia Psiloxyloideae (Croizat) Schmid
    1. Tribus Psiloxyleae (Croizat) A. J. Scott
      1. Psiloxylon Thouars ex Tul. (1 sp.)

    2. Tribus Heteropyxideae Harv.
      1. Heteropyxis Harv. (3 spp.)

  2. Subfamilia Myrtoideae Sweet
    1. Tribus Eucalypteae Peter G. Wilson
      1. Arillastrum Pancher ex Brongn. & Gris (1 sp.)
      2. Corymbia K.D.Hill & L.A.S.Johnson (91 spp.)
      3. Angophora Cav. (14 spp.)
      4. Allosyncarpia S.T.Blake (1 sp.)
      5. Eucalyptopsis C.T.White (2 spp.)
      6. Stockwellia D.J.Carr, S.G.M.Carr & B.Hyland (1 sp.)
      7. Eucalyptus L´Hér. (789 spp.)

    2. Tribus Leptospermeae DC.
      1. Homalospermum Schauer (1 sp.)
      2. Kunzea Rchb. (60 spp.)
      3. Asteromyrtus Schauer (7 spp.)
      4. Pericalymma (Engl.) Endl. (4 spp.)
      5. Agonis (DC.) Sweet (5 spp.)
      6. Taxandria (Benth.) J.R.Wheeler & N.G.Marchant (11 spp.)
      7. Neofabricia Joy Thomps. (3 spp.)
      8. Leptospermum J.R.Forst. & G.Forst. (87 spp.)

    3. Tribus Chamelaucieae DC.
      1. Subtribus Stenostegiinae Rye & Peter G. Wilson
        1. Stenostegia A. R. Bean (1 sp.)

      2. Subtribus Rinziinae Rye & Peter G. Wilson
        1. Rinzia Schauer (20 spp.)
        2. Enekbatus Trudgen & Rye (10 spp.)

      3. Subtribus Ochrospermatinae Rye & Peter G. Wilson
        1. Ochrosperma Trudgen (6 spp.)

      4. Subtribus neopisan
        1. Triplarina Raf. (7 spp.)
        2. Astus Trudgen & Rye (4 spp.)

      5. Subtribus Thryptomeninae Benth. & Hook. f.
        1. Aluta Rye & Trudgen (5 spp.)
        2. Thryptomene Endl. (48 spp.)

      6. Subtribus Calytricinae Benth.
        1. Homalocalyx F. Muell. (11 spp.)
        2. Calytrix Labill. (91 spp.)

      7. Subtribus Micromyrtinae Rye & Peter G.Wilson
        1. Micromyrtus Benth. (51 spp.)

      8. Subtribus Chamelauciinae Rye & Peter G.Wilson
        1. Pileanthus Labill. (8 spp.)
        2. Chamelaucium Desf. (21 spp.)
        3. Homoranthus A.Cunn. ex Schauer (32 spp.)
        4. Verticordia DC. (102 spp.)
        5. Actinodium Schauer ex Schltdl. (1 sp.)
        6. Darwinia Rudge (53 spp.)

      9. Subtribus neopisan
        1. Euryomyrtus Schauer (7 spp.)

      10. Subtribus Astarteinae Rye & Peter G.Wilson
        1. Seorsus Rye & Trudgen (4 spp.)
        2. Astartea DC. (19 spp.)
        3. Cyathostemon Turcz. (7 spp.)
        4. Hypocalymma (Endl.) Endl. (28 spp.)

      11. Subtribus Baeckeinae Benth.
        1. Balaustion Hook. (18 spp.)
        2. Cheyniana Rye (2 spp.)
        3. Kardomia Peter G. Wilson (6 spp.)
        4. Sannantha Peter G. Wilson (16 spp.)
        5. Ericomyrtus Turcz. (4 spp.)
        6. Baeckea L. (24 spp.)
        7. Austrobaeckea Rye (8 spp.)
        8. Oxymyrrhine Schauer (4 spp.)
        9. Hysterobaeckea (Nied.) Rye (11 spp.)
        10. Malleostemon J. W. Green (14 spp.)
        11. Harmogia Schauer (1 sp.)
        12. Scholtzia Schauer (38 spp.)
        13. Babingtonia Lindl. (12 spp.)
        14. Anticoryne Turcz. (2 spp.)

    4. Tribus Backhousieae Peter G. Wilson
      1. Backhousia Hook. & Harv. (13 spp.)

    5. Tribus Syncarpieae Peter G. Wilson
      1. Syncarpia Ten. (3 spp.)

    6. Tribus Lindsayomyrteae Peter G.Wilson
      1. Lindsayomyrtus B. Hyland & Steenis (1 sp.)

    7. Tribus Melaleuceae Burnett
      1. Callistemon R. Br. (46 spp.)
      2. Melaleuca L. (354 spp.)

    8. Tribus Osbornieae Peter G.Wilson
      1. Osbornia F. Muell. (1 sp.)

    9. Tribus Lophostemoneae Peter G.Wilson
      1. Kjellbergiodendron Burret (1 sp.)
      2. Whiteodendron Steenis (1 sp.)
      3. Lophostemon Schott (4 spp.)
      4. Welchiodendron Paul G.Wilson & J.T.Waterh. (1 sp.)

    10. Tribus Xanthostemoneae Peter G. Wilson
      1. Purpureostemon Gugerli (1 sp.)
      2. Pleurocalyptus Brongn. & Gris (2 spp.)
      3. Xanthostemon F. Muell. (45 spp.)

    11. Tribus Metrosidereae Peter G. Wilson
      1. Tepualia Griseb. (1 sp.)
      2. Metrosideros Banks ex Gaertn. (57 spp.)

    12. Tribus Kanieae Engl.
      1. Kania Schltr. (6 spp.)

    13. Tribus Cloezieae Peter G. Wilson
      1. Cloezia Brongn. & Gris (5 spp.)

    14. Tribus Xanthomyrteae Peter G. Wilson
      1. Xanthomyrtus Diels (24 spp.)

    15. Tribus Tristanieae Peter G. Wilson
      1. Tristania R. Br. (1 sp.)
      2. Thaleropia Peter G. Wilson (3 spp.)

    16. Tribus Tristaniopsideae Peter G.Wilson
      1. Lysicarpus F. Muell. (1 sp.)
      2. Tristaniopsis Brongn. & Gris (44 spp.)
      3. Barongia Peter G.Wilson & B.Hyland (1 sp.)
      4. Mitrantia Peter G.Wilson & B.Hyland (1 sp.)
      5. Ristantia Paul G.Wilson & J.T.Waterh. (3 spp.)
      6. Sphaerantia Peter G.Wilson & B.Hyland (2 spp.)
      7. Basisperma C.T.White (1 sp.)

    17. Tribus Syzygieae Peter G.Wilson
      1. Syzygium Gaertn. (1257 spp.)

    18. Tribus Myrteae DC.
      1. Subtribus neopisan
        1. Archirhodomyrtus (Nied.) Burret (5 spp.)

      2. Subtribus Decasperminae E. Lucas & T. Vasc.
        1. Myrtella F. Muell. (2 spp.)
        2. Lithomyrtus F. Muell. (11 spp.)
        3. Austromyrtus (Nied.) Burret (5 spp.)
        4. Uromyrtus Burret (22 spp.)
        5. Rhodamnia Jack (40 spp.)
        6. Gossia N. Snow & Guymer (47 spp.)
        7. Pilidiostigma Burret (6 spp.)
        8. Decaspermum J.R.Forst. & G.Forst. (34 spp.)
        9. Kanakomyrtus N. Snow (6 spp.)
        10. Octamyrtus Diels (5 spp.)
        11. Rhodomyrtus (DC.) Rchb. (22 spp.)

      3. Subtribus neopisan
        1. Myrtastrum Burret (1 sp.)

      4. Subtribus Myrtinae Nied.
        1. Accara Landrum (1 sp.)
        2. Calycolpus O. Berg (16 spp.)
        3. Chamguava Landrum (3 spp.)
        4. Myrtus L. (2 spp.)

      5. Subtribus Ugninae E. Lucas & T. Vasc.
        1. Ugni Turcz. (4 spp.)
        2. Myrteola O. Berg (3 spp.)

      6. Subtribus neopisan
        1. Amomyrtus (Burret) D. Legrand & Kausel (2 spp.)
        2. Lenwebbia N. Snow & Guymer (2 spp.)
        3. Lophomyrtus Burret (2 spp.)
        4. Neomyrtus Burret (1 sp.)

      7. Subtribus Luminae E. Lucas & T. Vasc.
        1. Myrceugenia O. Berg (46 spp.)
        2. Luma A. Gray (2 spp.)
        3. Nothomyrcia Kausel (1 sp.)

      8. Subtribus Pimentinae O. Berg
        1. Amomyrtella Kausel (2 spp.)
        2. Legrandia Kausel (1 sp.)
        3. Mosiera Small (33 spp.)
        4. Pimenta Lindl. (21 spp.)
        5. Curitiba Salywon & Landrum (1 sp.)
        6. Feijoa O. Berg (1 sp.)
        7. Acca O. Berg (2 spp.)
        8. Psidium L. (117 spp.)
        9. Campomanesia Ruiz & Pav. (42 spp.)
        10. Myrrhinium Schott (1 sp.)

      9. Subtribus Eugeniinae O. Berg.
        1. Myrcianthes O. Berg (40 spp.)
        2. Eugenia L. (1262 spp.)
        3. Calycorectes O. Berg (29 spp.)
        4. Calyptrogenia Burret (2 spp.)
        5. Stereocaryum Burret (2 spp.)
        6. Pseudanamomis Kausel (1 sp.)

      10. Subtribus Blepharocalycinae E. Lucas & T. Vasc.
        1. Blepharocalyx O. Berg (4 spp.)

      11. Subtribus Pliniinae E. Lucas & T. Vasc.
        1. Plinia Plum. ex L. (80 spp.)
        2. Myrciaria O. Berg (34 spp.)
        3. Neomitranthes D. Legrand (15 spp.)
        4. Siphoneugena O. Berg (12 spp.)

      12. Subtribus Myrciinae O. Berg
        1. Algrizea Proença & NicLugh. (2 spp.)
        2. Myrcia DC. ex Guill. (864 spp.)
        3. Marlierea auct. (14 spp.)
        4. Calyptranthes Sw. (28 spp.)

- Alzateaceae S. Graham
- Combretaceae R. Br.; 12 ugroženih vrsta i jedna invazivna
- Crypteroniaceae A. DC.
- Lythraceae Jaume St.-Hil.; vrbičevke 15 ugroženih i 3 invazivne vrste
- Melastomataceae Juss.; 127 ugroženih i 4 invazivne vrste
- Myrtaceae Juss.; mirtovke 122 ugrožene i 9 invazivnih vrsta
- Onagraceae Juss.; vrbolikovke 3 ugrožene i 3 invazivne vrste
- Penaeaceae Guillemin
- Vochysiaceae A. St-Hil.